# Албукерке, Жозе
Жозе́ Анаста́сиу ди Албуке́рки (порт.-браз. José Anastácio de Albuquerque; род. 7 декабря 1975, Алтамира) — бразильский боксёр, представитель наилегчайших весовых категорий. Выступал за сборную Бразилии по боксу во второй половине 1990-х годов, трёхкратный чемпион бразильского национального первенства, участник летних Олимпийских игр в Сиднее и Панамериканских игр в Виннипеге. В период 2003—2008 годов боксировал также на профессиональном уровне.

## Биография
Жозе Албукерке родился 7 декабря 1975 года в муниципалитете Алтамира штата Пара, Бразилия.

### Любительская карьера
Первого серьёзного успеха на взрослом международном уровне добился в 1994 году, когда вошёл в основной состав бразильской национальной сборной и побывал на панамериканском чемпионате в Буэнос-Айресе, откуда привёз награду бронзового достоинства, выигранную в первой наилегчайшей весовой категории — на стадии полуфиналов потерпел поражение от кубинца Хуана Рамиреса.
В 1995 и 1998 годах становился чемпионом Бразилии по боксу в первом наилегчайшем весе.
В 1999 году боксировал на Панамериканских играх в Виннипеге, где дошёл до четвертьфинала, уступив олимпийскому чемпиону с Кубы Маикро Ромеро. Также выступил на международных турнирах «Хиральдо Кордова Кардин» и «Кубок Мономаха» — был остановлен здесь такими известными боксёрами как Ян Бартелеми и Субан Паннон соответственно.
На чемпионате Бразилии 2000 года вновь был лучшим в первой наилегчайшей весовой категории. Благодаря череде удачных выступлений удостоился права защищать честь страны на летних Олимпийских играх в Сиднее — в первом же поединке категории до 48 кг со счётом 7:12 проиграл украинцу Валерию Сидоренко и выбыл из борьбы за медали.

### Профессиональная карьера
После завершения карьеры в любительском боксе в период 2003—2008 годов Албукерке боксировал на профессиональном уровне, однако больших успехов на этом поприще не добился. В общей сложности провёл 15 поединков, из которых 8 выиграл, 5 проиграл, тогда как в двух случаях была зафиксирована ничья.